# 'A finestra
si truvamu semi boni di chiantari
‘nta sta terra ‘i focu e mari oggi sentu ca mi parra u cori
e dici ca li cosi stannu pì canciari»
(Carmen Consoli, 'A finestra)
'A finestra è un brano musicale di Carmen Consoli, terzo singolo estratto dall'album Elettra, pubblicato nel 2010.
La canzone compare anche nell'album live Eco di sirene, pubblicato il 13 aprile 2018.

## Descrizione
'A finestra è stata scritta dalla stessa Carmen Consoli, ed è stata resa disponibile per il download digitale e per l'airplay radiofonico a partire dal 16 aprile 2010.
Il brano si caratterizza per essere quasi interamente in dialetto catanese, intervallato da frasi dal fare maccheronico in italiano regionale di Sicilia, cosa piuttosto singolare per un singolo in airplay radiofonico. La canzone vuole essere uno spaccato sulla società, ora di critica nei confronti di certi malcostumi, ora di monito a un futuro migliore. Inoltre, risulta evidente soprattutto nei ritornelli, un'allegoria del ruolo del cantautore nella società attuale.
L'artista ci propone diversi scenari tra i quali possiamo evidenziare: il dialogo tra Turi, imprenditore arricchito e Giusy, la moglie, che per potere elevarsi socialmente ha rinunciato al suo vero nome, Giuseppina, e all'abitudine di mangiare una granita con la brioche, in favore del più internazionale Lemon Soda; Saro Branchia, signorotto del posto, di fronte al quale perfino la messa si ferma e Padre Coppola è costretto a interrompere l'omelia perché "Sua maestà" deve fare la comunione.
La canzone si conclude con un monito di speranza: un tempo la diversità era fonte di ricchezza e non causa di odio; bisogna piantare dei semi di speranza per potere tornare alla floridezza di un tempo.